# Rancamanyar
Rancamanyar is een bestuurslaag in het regentschap Bandung van de provincie West-Java, Indonesië. Rancamanyar telt 29.258 inwoners (volkstelling 2010).